# Coelostoma jaculum
Coelostoma jaculum – gatunek chrząszcza z rodziny kałużnicowatych i podrodziny Sphaeridiinae. Występuje endemicznie w Chinach.

## Taksonomia
Gatunek ten opisany został po raz pierwszy w 2019 roku przez Jia Fenglonga, Roberta B. Angusa i Bian Dongju. Jako miejsce typowe wskazano Lvshilin w prefekturze Xishuangbanna w chińskim Junnanie. Epitet gatunkowy jaculum oznacza w języku łacińskim „włócznia” i odnosi się do kształtu edeagusa.
W obrębie rodzaju Coelostoma gatunek ten zaliczany jest do podrodzaju Lachnocoelostoma, który w Chinach reprezentują również C. bifidum, C. coomani, C. gentilii, C. hajeki, C. hongkongense, C. horni, C. huangi, C. jaechi, C. phallicum, C. phototropicum, C. tangliangi, C. transcaspicum, C. turnai, C. vagum oraz C. wui.

## Morfologia
Chrząszcz o owalnym, silnie wysklepionym ciele długości około 4,3 mm i szerokości 3,1 mm. Ubarwiony jest czarno z żółtawobrązowymi narządami gębowymi i czułkami, żółtymi stopami przednich i środkowych odnóży oraz rudym owłosieniem spodu ciała. Głowa i przedplecze mają wierzch punktowany gęsto i umiarkowanie silnie, pokrywy zaś są punktowane nieco grubiej, ale punkty po ich bokach nie układają się na nich w rzędy. Czułki buduje dziewięć członów i wieńczy luźno zestawiona buławka. Tarczka jest niewiele dłuższa niż szeroka i punktowana tak jak przedplecze. Odnóża mają w tyle ud głębokie bruzdy do chowania goleni. Uda środkowej pary są gęsto owłosione, tylnej zaś rzadko punktowane i gęsto mikrorzeźbione. Żeberka na środku przedpiersia są umiarkowanie rozwinięte i formują silny, ząbkowaty wyrostek przednio-środkowy. Wyrostek śródpiersia jest wyniesiony i ma kształt grotu strzały. Środkowa część zapiersia jest mocno wyniesiona i szeroko wnika między biodra środkowej pary, łącząc się z wyrostkiem śródpiersia. Odwłok jest na spodzie gęsto owłosiony. Pierwszy z widocznych jego sternitów (wentryt) pozbawiony jest żeberka. Piąty z wentrytów ma wierzchołkową krawędź zaokrągloną, niewykrojoną. Genitalia samca mają szeroki u nasady, silnie zwężony pośrodku i dalej lekko rozszerzony płat środkowy z ostrą listewką prowadzącą od nasady do wyraźnego ząbka przedwierzchołkowego. Trójkątny gonopor jest mocno rozwarty. Paramery są dłuższe od płata środkowego, w nasadowych ¾ równoległoboczne, dalej zaś rozszerzone i na szczycie ścięte ze skierowanym do wewnątrz ząbkiem.

## Ekologia i występowanie
Owad ten jest endemitem Chin, znanym wyłącznie z Junnanu, w tym z Rezerwatu Nabanhe. Spotykany był na wysokościach od 720 do 1030 m n.p.m. Zasiedla wody słodkie i przyległe siedliska wilgotne. Żeruje na organizmach roślinnych.